# سفارة المغرب في ماليزيا
سفارة المغرب في ماليزيا هي أرفع تمثيل دبلوماسي لدولة المغرب لدى ماليزيا. تقع السفارة بكوالالمبور العاصمة وهي تهدف لتعزيز المصالح المغربية في ماليزيا.
ماجد حليم هو السفير الحالي منذ 28 أبريل 2025.

## السفارة
تقع السفارة ب154 جالان أمبانج، 50450 كوالالمبور.